# 佐藤正一
佐藤 正一（さとう しょういち、1947年12月6日 - ）は北海道出身のプロゴルファー。

## 来歴
札幌工業高校時代は空手をやり、中華料理店でアルバイトしていたこともあった。
18歳からゴルフを始め、1971年にプロ入り。
プロ入り後は高校時代にやっていた空手の影響から握力が強く、インパクトの瞬間に力が入ってポールを曲げていたのが、茨城ゴルフ倶楽部での師匠にあたる関水利晃の教えで力を抜いて打てるようになった。
1979年にはフジサンケイクラシックを入江勉と共にマンデートーナメントから出場し、初日を入江・松田司郎・岩下吉久と並んで4アンダー68で首位に立つ。2日目には青木功と通算5アンダー139で首位に並んだが、3日目には2トリプルボギーを叩くなど75と崩れて3位へ転落。夜の宿舎で師匠にあたる関水から「青木と尾崎を相手にしたら勝てるわけないんだから、優勝争いは二人にまかせて、お前は知らん顔でそっぽ向いてプレーしろ」と忠告を受け、最終日は忠実に関水の言葉通りのプレーを続ける。
青木・尾崎将司の一騎討ちと予想された最終日、尾崎はパットが決まらず、ボギーが先行し、7番のOBで崩れる。青木も体の不調が響いてショット、パットに精彩がなく、8、10番のボギーで躓く。
佐藤はその間にアウトを終わって青木に2打差まで迫り、インに入ると10、11番で連続バーディーを奪い、10番でボギーを叩いた青木に1打差をつけ逆転。必死にパーを拾ってきた佐藤は、初優勝を目の前にしても緊張感をものともしない冷静なプレーを続け、17番でロングパットを決めて5アンダーとして青木を突き放すと、最終ホールまでこの1打差を保つ。最終ホールで青木は2度のバーディーチャンスを外すが、佐藤は1.8mのパーパットを「これを決めれば勝ち」と考えて慎重に沈めた。青木との4打差をひっくり返し、5バーディー、2ボギーの3アンダー69、通算5アンダー283でプロ入り9年目の初優勝を飾る。
優勝時は青木からは祝福され、佐藤はマンデートーナメントを突破しての本戦出場で初優勝したが、大会出場権の無い選手でもチャンスを掴める好機を生かし、マンデーからのツアー優勝を初めて成し遂げた。大きな話題となったほか、その快挙はツアーで長く語り継がれた。
1979年には地元の北海道オープン、1980年には東武プロアマに優勝。
札幌オープンでは1982年に中村俊明・高井吉春と68で並んで優勝を分け合い、1989年には同大会2勝目を挙げた。
茨城ゴルフ倶楽部ヘッドプロ時代は細川和彦を指導したほか、スウィングとクラブ、ボールなどにも造詣が深く、大手クラブメーカーの設計顧問としても手腕を発揮。マルマンコンダクターの製作後はエスヤードの設計・監修に携わった。
スウィング分析にも定評があり、レッスンは分かりやすく理論的で、テレビ番組「遊々ゴルフ」でもレッスンを担当。日本プロゴルフ協会副会長として、トーナメントプロとティーチングプロの資格認定委員長も務め、2014年には日本プロスポーツ大賞功労賞を受賞。
2015年には日本プロゴールドシニアで単独首位からスタートし、3バーディ・4ボギーの73で1つスコアを落としながらもトータル2アンダーで矢部昭・鷹巣南雄を抑えて逃げ切り、初の日本タイトルを手にした。2017年には道東オープン・シニアの部、2022年には「ISPS HANDA・60歳を超えても、じいさんではないのだ!!トーナメント」で優勝。

## 主な優勝
レギュラー
- 1979年 - フジサンケイクラシック、北海道オープン
- 1980年 - 東武プロアマ
- 1982年 - 札幌オープン
- 1989年 - 札幌オープン

シニア
- 2015年 - 日本プロゴールドシニア
- 2017年 - 道東オープン・シニアの部
- 2022年 - ISPS HANDA・60歳を超えても、じいさんではないのだ!!トーナメント